# Salvando la humanidad (Nuestros médicos)
Salvando la humanidad (Nuestros médicos) es una película documental argentina en blanco y negro dirigida por Juan Sánchez Rojas que se estrenó el 17 de diciembre de 1936.

## Comentarios
Manrupe y Portela la describen como una “extraña exposición de un tema médico, documental, que recuerda las exhibiciones científicas de principios de siglo” en tanto el crítico Roland opinó en su momento era una “…discreta película de carácter científico, digna de ser exhibida en aulas universitarias, pero ….cuya exposición comercial resulta beneficiosamente prescindible”.